# Дьявольская скала (фильм, 2011)
«Дьявольская скала» (англ. The Devil's Rock) — мистический фильм ужасов производства Новой Зеландии 2011 года.

## Сюжет
Действие происходит во время Второй мировой войны в районе пролива Ла-Манш. В преддверии Дня Д, с целью отвлечения внимания немцев от истинного места высадки десанта союзных войск — в Нормандии, двоих новозеландских спецназовцев 5 июня 1944 года высаживают с подводной лодки на Нормандские острова с заданием вывести из строя береговое артиллерийское орудие.
Капитан Бен Гроган и сержант Джо Тейн добираются на надувной лодке до острова Форо, высаживаются на берег и преодолевают противопехотное минное поле. Проходя через лес, они неоднократно слышат жуткие пронзительные крики и выстрелы, доносящиеся из немецкого форта, и предполагают, что нацисты кого-то истязают. Спецназовцы пробираются к стационарному артиллерийскому орудию и устанавливают на него взрывчатку, но в это время открывается дверь бункера, оттуда появляется немецкий солдат, находящийся в ужасном состоянии. Спецназовцы убивают его и опять слышат ужасные крики. Бен считает необходимым помочь пытаемому человеку, на что Джо возражает, что это не входит в их задание, за которое они получат медали. Бен все же уговаривает Джо, что он отправится во внутрь минут на пять-десять проверить, что там творится, и ныряет в туннель за дверью. Джо остаётся ждать, но когда слышит выстрел, идёт во внутрь вслед за Беном. Проходя по лабиринту коридоров, он находит книгу о чёрной магии, и пока изучает её, откуда-то рядом раздаётся выстрел, убивающий его наповал. Бен обнаруживает тело Джо, и в этот момент его настигает удар, от которого он падает без сознания.
Придя в себя, Бен видит перед собой немецкого полковника Мейера, который пытается выяснить, с какой целью его сюда послали. Бен молчит. Мейер его избивает и пытает. Во время допроса слышится женский крик из соседней комнаты. Мейер оставляет Бена. Бену удаётся высвободиться из пут и позже он нападает на Мейера и после борьбы и преследований ранит его. Бен пробирается туда, откуда слышится женский крик и заходит в комнату перед которой нанесены магические символы. В комнате он обнаруживает женщину в цепях, в которой узнаёт свою жену Елену, погибшую в Лондоне во время немецкого авианалёта. Появившийся Мейер пытается не допустить, чтобы Бен к ней приблизился, и стреляет ему в ногу, а затем — Елене в голову. Он объясняет Бену, что это демон, которого он вызвал с помощью магической книги. В качестве доказательства, Мейер подносит ей ногу мёртвого Джо, на которую она набрасывается, будучи не в силах больше притворяться мёртвой. Бен удаляет пулю из живота Мейера, после чего тот на какое-то время теряет сознание. Бен обыскивает его и обнаруживает у него на шее мешочек со страницей, вырванной из магической книги. Бен прячет у себя этот лист, а взамен кладёт в мешочек другую страницу из книги.
Когда Мейер приходит в себя, он объясняет Бену, что демон обладает свойствами изменять свою внешность, и его предполагалось использовать в качестве оружия против союзных войск. Тем не менее, он предлагает Бену вдвоём избавиться от демона, говорит, что хочет дезертировать и просит о протекции. Они вдвоём приступают к ритуалу изгнания демона в ад. Мейеру удаётся уговорить Бена вернуть ему мешочек, который защищает его от демона. В то время, как Мейер проводит ритуал, демон в образе Елены пытается уговорить Бена отдать ему Мейера. Когда ритуал был близок к завершению, демон предупреждает Бена об опасности сзади, благодаря чему, тот успевает уклониться от коварного удара Мейера. Мейер объясняет, что не собирался изменять Германии. В схватке Бен побеждает Мейера и кидает его демону, у которого с Мейером были давние счёты. Демон в своём истинном обличии пожирает Мейера, а затем опять принимает образ Елены и пытается соблазнить Бена, но он снова сковывает демона и забирает книгу. Он говорит демону о предстоящем прибытии крупной немецкой группировки, о которой сообщается по находящейся рядом рации, и о том, что у него будет много еды. Бен оставляет демону ключ и покидает форт.
На берегу Бен видит приближающиеся армады кораблей и самолётов, день Д начался.
В эпилоге, появившийся в форте немецкий солдат с удивлением обнаруживает там свою близкую подругу и приближается к ней.

## В ролях
- Крейг Холл — капитан Бен Гроган
- Мэтьюс Сандерлэнд — полковник Клаус Мейер
- Гина Варела — Елена, демон
- Карлос Дринквотер — сержант Джо Тейн

## Исторические ссылки
Фильм имеет отношение к оккупации немцами Нормандских островов, которая действительно имела место. Книги о чёрной магии действительно были найдены в немецких библиотеках на острове Гернси.
Когда Мейер пытает Бэна, связав ему пальцы на руке проволокой, он говорит о том, как союзники убивали невинных немецких узников. Речь идёт об Операции Базальт, проведённой британскими спецназовцами на острове Сарк в 1942 году. Впоследствии там были обнаружены расстрелянные немецкие пленные, со связанными руками. В ответ на это Адольф Гитлер издал специальный указ по отношению к спецназовцам, на который ссылаются в этом фильме.
Когда Мейер допрашивает Бена, он издевается по поводу его новозеландского происхождения, говоря, что новозеландцы — это кучка фермеров родом из североафриканских пустынь, нападающие ночью и прячущиеся как трусы. Он также говорит, что новозеландцы — потомки каннибалов и охотников за головами. Это взято из пропаганды немецкого радиовещания в 1940 году.

## Фестивали
- Международный фестиваль фэнтези — Монреаль, Канада, август 2011
- Кинофестиваль в Тель-Авиве — Тель-Авив, Израиль, сентябрь 2011
- Кинофестиваль в Рамскрике — Сан-Себастьян, Испания, октябрь 2011
- Кинофестиваль фильмов-ужасов и фэнтези в Сан-Себастьяне — Сан-Себастьян, Испания, октябрь 2011
- Международный кинофестиваль Юбари — Юбари, Япония, февраль 2012
- Международный кинофестиваль Ночь ужасов — Сидней, Австралия, март 2012
- Кинофестифаль о зомби — Богота, Колумбия, ноябрь 2012

## Награды и номинации
Фильм был представлен к номинации на три награды в 2012 году на неофициальной новозеландской номинации кинофильмов Сорта:
- Лучшие видеоэффекты — Франк Рутер, Джейк Ли

- Лучший дизайн костюмов — Тристан МакКаллум

- Лучшая гримировка — Давина Ламонт, Шон Фут и  Davina Lamont, Sean Foot and Ричард Тейлор.

## См.также
- Ламия - демоница-вампир.